# كيرلي كريستيان

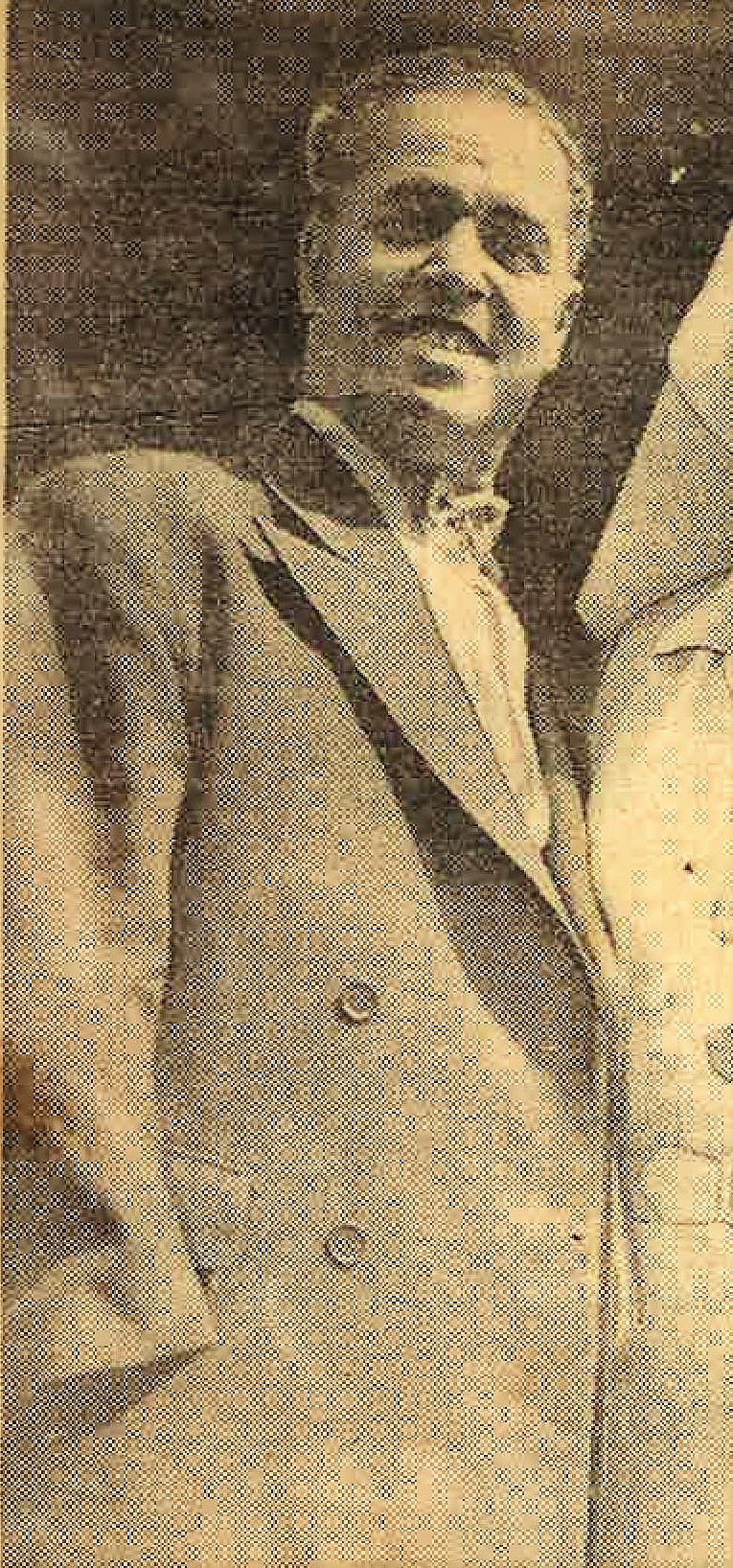
كيرلي كريستيان عام 1936

إثيلبيرت “كيرلي” كريستيان (على الأرجح وُلد في 15 أبريل 1882 – وتوفي في 15 مارس 1954) كان من قدامى المحاربين الكنديين في الحرب العالمية الأولى . وقد وُصف بأنه “أحد أشهر الجنود السود في كندا” خلال تلك الحرب.
تفاصيل ولادة كيرلي كريستيان متضاربة، من المرجح أنه وُلد في هومستيد، بنسلفانيا، عام 1882، لكن ربما يكون في فرجينيا عام 1884. نشأ على الديانة المعمدانية وكان له ثلاثة أشقاء.بعد أن ترك المدرسة في سن الخامسة عشرة، سافر كثيرًا وعمل في عدد من الوظائف المتفرقة قبل أن يستقر في كندا.التحق بقوات الحملة الكندية عام 1915 وتم تعيينه في نهاية المطاف في الكتيبة 78.
خلال معركة فيمي ريدج، شارك كريستيان في نقل الإمدادات.أصابت قذيفة موقع إنزال الحمولة وتعلق يومين تحت الأنقاض.فشلت محاولة إنقاذة بعدما قُتل حاملوا النقالة بنيران المدفعية.ولكن كيرلي كريستيان نجا بعد ذلك ونُقل إلى مستشفى عسكري فرنسي. وبسبب خطورة حالته، أُرسل إلى مستشفى بيثنال غرين العسكري في لندن لتلقي العلاج. الغرغرينا أصابت أطرافه، مما استدعى بتر جميع يديه وأرجله، عندها أصبح كيرلي كريستيان الناجي الوحيد من الحرب الذي تعرض لبتر رباعي.
عاد كيرلي كريستيان إلى كندا على متن السفينة إتش إم إتش إس أندوفري كاسيل في سبتمبر 1917.وبعدها تلقى أطرافًا صناعية في تورنتو.خلال فترة إعادة التأهيل، التقى بالمساعدة المتطوعة كليوباترا “كليو” ماكفرسون، وتزوجا في 11 ديسمبر 1920. رزق الزوجان بابن واحد، دوغلاس، الذي خدم في الحرب العالمية الثانية كبحار.
تطلبت احتياجات كيرلي كريستيان الطبية المكثفة رعاية دائمة. و قدمت زوجته التماسًا للحكومة الفيدرالية للحصول على دعم، مما أدى إلى إنشاء برنامج “بدل الرعاية” (Attendance Allowance)،الذي يقدم تمويلاً للمحاربين القدامى من ذوي الإعاقات لتغطية احتياجات الرعاية.صمم كريستيان طرفًا صناعيًا خاصًا بالكتابة ليتمكن من مراسلة المحاربين القدامى الأخرين، وكان من بين مراسليه الجندي الأمريكي روبرت سميث، أول ناجٍ من بتر رباعي في الحرب الكورية.وأصبح نوعا من الشخصيات العامة التي تدعم المبادرات لرعاية مبتوري الأطراف والمعاقين بسبب الحرب.
في يوليو 1936، كان كيرلي كريستيان واحدًا من بين 6200 من قدامى المحاربين الذين دُعوا لحضور تدشين النصب التذكاري الوطني الكندي في فيمي.خلال هذه الزيارة، قدّم كيرلي كريستيان الملك إدوارد الثامن لمجموعة من المحاربين المعاقين، وهو ما أثار بعض الجدل الإعلامي بوصفه انتهاكًا محتملاً للبروتوكول الملكي.وفي نفس العام، أصبح مواطنًا كنديًا متجنسًا.كما التقى الملك جورج السادس والملكة إليزابيث عند زيارتهما لتورنتو عام 1939.
دُفن كريستيان في مقبرة بروسبيكت في تورنتو.وتم تخليده في جدارية الشرف (The Military Museums) في المتاحف العسكرية.وقد يكون هو مصدر الإلهام لرواية جوني حمل سلاحه الصادرة عام 1938 وما تبعها من أعمال مقتبسة.